# 옙 P2
옙 P2(Yepp P2, YP-P2)은 삼성전자에서 2007년 10월 8일에 출시한 포터블 미디어 플레이어이다. 대한인간공학회에서 주회하는 제10회 인체공학 디자인상에서 모바일 부분에서 대상을 수상한 제품이고, 소비자 가전 전시회에서 '2008년 최고의 블루투스 제품'으로 선정된 제품이다.